# En natt i New York

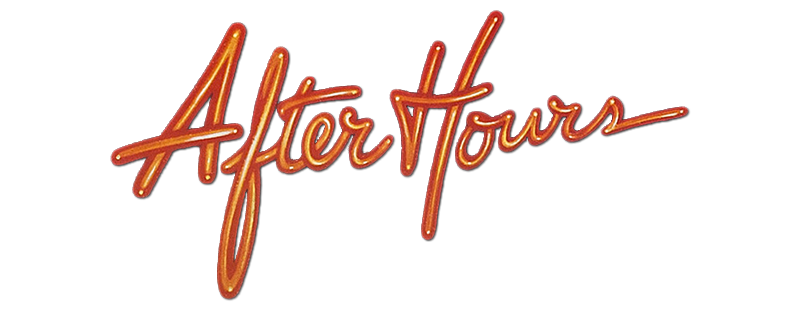
Logo

En natt i New York (engelska: After Hours) är en svart komedi från 1985, i regi av Martin Scorsese. Huvudrollen spelas av Griffin Dunne.

## Handling
Ordbehandlaren Paul Hackett (Dunne) träffar Marcy Franklin (Arquette) på ett café. Hon ger sitt nummer till honom och berättar att hon bor hos en skulptör som heter Kiki Bridges (Fiorentino) som säljer brevpressar. Paul bestämmer sig att ta taxin till Marcy i SoHo för att köpa en brevpress men istället så blev det en oväntat romansträff mellan dessa två personer. Men efter en ansträngd konversation med Marcy lämnar Paul henne och försöker ta sig hem, vilket sårar henne. Det är då hans värsta mardröm blir verklig då han bara stöter på märkliga problem som gör att han inte kan ta sig hem igen. Det slutar med att Paul blir jagad av en ilsken mobb när han blir misstänkt för rån, orsak till självmord och vittne till mord. Han måste nu på nåt sätt ta sig därifrån innan han blir oskyldigt dödad.

## Om filmen
Tim Burton skulle egentligen ha regisserat filmen men steg åt sidan med glädje för att låta Scorsese ta över regin. Scorsese tog chansen medan arbetet med Kristi sista frestelse fick avbrytas.
Filmen gick inte så bra på biograferna men fick goda recensioner och räknas nu som en underskattad Scorsesefilm. Den gav Scorsese utmärkelsen för bästa regissör på Cannesfestivalen och den har för närvarande ett medelbetyg på 92% på recensions-sajten Rotten Tomatoes.

## Rollista i urval
- Griffin Dunne - Paul Hackett
- Rosanna Arquette - Marcy Franklin
- Teri Garr - Julie
- John Heard - Tom Schorr
- Catherine O'Hara - Gail
- Linda Fiorentino - Kiki Bridges
- Verna Bloom - June
- Tommy Chong - Pepe
- Cheech Marin - Neil
- Will Patton - Horst
- Clarence Felder - Dörrvakt i Club Berlin
- Dick Miller - Pete, servitör
- Bronson Pinchot - Lloyd
- Martin Scorsese - Strålkastarljus operatör i Club Berlin
- Victor Argo - Restaurang kassör
- Larry Block - Taxichaufför
- Rocco Sisto - Kassör på kafé